# Stenopsyche yunnanensis
Stenopsyche yunnanensis är en nattsländeart som beskrevs av Hwang 1963.
Stenopsyche yunnanensis ingår i släktet Stenopsyche och familjen Stenopsychidae. Inga underarter finns listade i Catalogue of Life.